# علي امحيريق
علي امحيريق بكالوريس هندسة كهربائية من جامعة طرابلس عام 1978 ماجستير في نفس التخصص من كندا عام 1984 دكتوراه من كندا عام 1987 عمل في مجال التصميم والإشراف والتشغيل محطات الطاقة المائية والبخارية والغازية والشمسية، بالإضافة إلى التصميم والإشراف على عدة أنظمة للطاقة الكهربائية في عدة دول حول العالم.

## وصلات خارجية
- السير الذاتية لأعضاء وزارة زيدان